# Pagothenia brachysoma
Pagothenia brachysoma är en fiskart som först beskrevs av P. Pappenheim 1912.  Pagothenia brachysoma ingår i släktet Pagothenia och familjen Nototheniidae. Inga underarter finns listade i Catalogue of Life.